# Kraan
Kraan — немецкая группа из Ульма, образованная в 1970 году. В первый состав группы вошли рок-музыканты братья Ян Фриде и Петер Вольбрандт, а также джазовые музыканты саксофонист Йоханнс Папперт и гитарист Гельмут Хаттлер. Ранние альбомы группы записаны в стиле, близком краут-року, с ориентальными элементами. В дальнейшем звучание группы сместилось в сторону джаз-фьюжн.
В начале 1990-х группа прекратила работу, воссоединение произошло через десять лет.

## Состав группы
Текущий состав
- Петер Вольбрандт — гитара;
- Гельмут Хаттлер — бас-гитара;
- Ян Фриде — ударные;

Бывшие участники
- Инго Бишоф — клавишные (1975—2007);
- Йоханнс «Альто» Папперт — саксофон (1970—1976);
- Джо Краус — клавишные, труба (1987—1992).

## Дискография
- 1972 Kraan
- 1973 Wintrup
- 1974 Andy Nogger
- 1975 Kraan Live
- 1975 Let it out
- 1977 Wiederhören
- 1978 Flyday
- 1980 Tournee
- 1982 Nachtfahrt
- 1983 X и 2 Platten (Best of Kraan)
- 1988 Kraan Live
- 1989 Dancing In The Shade
- 1991 Soul of Stone
- 1998 The Famous Years Compiled
- 2001 Live 2001 и Berliner Ring
- 2003 Through
- 2007 Psychedelic man
- 2010 Diamonds
- 2020 Sandglass
- 2023 Zoup